# Porphyrstuhl
Als Porphyrstuhl (sedes porphyrea bzw. sedes stercorata; vom lat. stercus, ‚Schmutz‘, ‚Dung‘, ‚Schlamm‘, auch ‚Exkrement‘) wird der Thron aus Porphyr in der Vorhalle der Lateranbasilika bezeichnet. Der Name des Throns leitet sich dem Zeremoniale zufolge aus den Worten de stercore pauperum in der Perikope 1 Sam 2,8 und dem 113. Psalm ab: „Den Schwachen hebt er empor aus dem Staub und erhöht den Armen, der im Schmutz liegt; er gibt ihm einen Sitz bei den Edlen, einen Ehrenplatz weist er ihm zu. Ja, dem Herrn gehören die Pfeiler der Erde; auf sie hat er den Erdkreis gegründet“.
Im frühen Mittelalter wurde der neugewählte Papst bei seiner Krönung zur Stercoraria geführt, wo er für einige Minuten verweilte. Dabei sang man den 113. Psalm. Sinn dieses Zeremoniells war vermutlich, den neuen Papst auf dem Gipfel von Reichtum und Ehre an seine Sterblichkeit und an die Notwendigkeit der Demut zu erinnern. Der Papst setzte sich dann auf den Thron, warf ein paar Münzen und rezitierte dabei aus der Apostelgeschichte: „Aurum et argentum non est mihi, quod autem habeo, tibi do“ („Gold und Silber habe ich nicht, aber was ich habe, das gebe ich dir.“).